# Hồ Thị Hoàng Yến
Hồ Thị Hoàng Yến (sinh ngày 24 tháng 4 năm 1971) là nữ chính trị gia nước Cộng hòa xã hội chủ nghĩa Việt Nam. Bà hiện là Phó Bí thư Tỉnh uỷ Vĩnh Long . Bà từng là Bí thư Tỉnh ủy Bến Tre, Bí thư Đảng ủy, Chủ tịch Hội đồng nhân dân tỉnh Bến Tre và là nữ Chủ tịch Hội đồng nhân dân tỉnh đầu tiên của Bến Tre. Trước đó, bà giữ chức Phó Bí thư thường trực phụ trách Tỉnh ủy Bến Tre; Trưởng Ban, Phó Trưởng Ban thường vụ và Phó Trưởng Ban Tổ chức Tỉnh ủy Bến Tre; Phó Bí thư thường trực Thành ủy thành phố Bến Tre.
Hồ Thị Hoàng Yến là đảng viên Đảng Cộng sản Việt Nam, chuyên môn Cử nhân Kinh tế, Cử nhân Chính trị chuyên ngành Tổ chức, Cao cấp lý luận chính trị. Bà có sự nghiệp đều công tác ở quê nhà Bến Tre.

## Xuất thân và giáo dục
Hồ Thị Hoàng Yến sinh ngày 24 tháng 4 năm 1971 tại xã Sơn Đông, huyện Châu Thành, nay thuộc phường Sơn Đông, tỉnh Vĩnh Long. Bà lớn lên và tốt nghiệp 12/12 ở thành phố Bến Tre, có chuyên môn Cử nhân Kinh tế và Cử nhân Chính trị chuyên ngành Tổ chức. Bà được kết nạp Đảng Cộng sản Việt Nam vào ngày 23 tháng 3 năm 1993, là đảng viên chính thức từ ngày 23 tháng 3 năm 1994, theo học và có bằng Cao cấp lý luận chính trị tại Học viện Chính trị Quốc gia Hồ Chí Minh.

## Sự nghiệp
Tháng 12 năm 1989, sau khi tốt nghiệp 12/12, Hồ Thị Hoàng Yến được tuyển vào làm nhân viên Văn phòng Ủy ban nhân dân xã Sơn Đông, thuộc thị xã Bến Tre. Bà công tác ở xã gần 6 năm, đến tháng 3 năm 1995 thì được điều chuyển tới Tỉnh ủy Bến Tre, làm nhân viên Ban Bảo vệ chính trị nội bộ Tỉnh ủy Bến Tre. Tháng 12 năm 2000, bà là nhân viên rồi được nâng ngạch công chức thành Chuyên viên Ban Tổ chức Tỉnh ủy Bến Tre trong thời gian này. Tháng 12 năm 2003, bà được thăng chức làm Phó Chánh Văn phòng, rồi tiếp tục thăng chức là Chánh Văn phòng Ban Tổ chức Tỉnh ủy Bến Tre. Tháng 8 năm 2010, bà nhậm chức Phó Trưởng ban Tổ chức Tỉnh ủy Bến Tre, sau đó, tại Đại hội Đại biểu Đảng bộ tỉnh lần thứ IX, nhiệm kỳ 2010–15, bà được bầu làm Ủy viên Ban Chấp hành Đảng bộ tỉnh, được phân công làm Phó Trưởng ban thường trực Ban Tổ chức Tỉnh ủy. Tháng 7 năm 2012, bà được điều sang Thành ủy thành phố Bến Tre, nhậm chức Phó Bí thư thường trực Thành ủy Bến Tre. Đến tháng 7 năm 2015, bà trở lại Tỉnh ủy, tiếp tục là Phó Trưởng ban thường trực Ban Tổ chức Tỉnh ủy.
Tháng 11 năm 2015, tại Đại hội Đại biểu Đảng bộ tỉnh Bến Tre lần thứ X, nhiệm kỳ 2015–20, Hồ Thị Hoàng Yến tái đắc cử là Tỉnh ủy viên, được bầu vào Ban Thường vụ Tỉnh ủy, rồi được phân công làm Trưởng Ban Tổ chức Tỉnh ủy Bến Tre. Đến tháng 5 năm 2020, bà nhậm chức Phó Bí thư thường trực Tỉnh ủy Bến Tre, tái đắc cử Ủy viên Ban Thường vụ Tỉnh ủy khóa XI, nhiệm kỳ 2020–25, rồi ứng cử và trúng cử Đại biểu Hội đồng nhân dân tỉnh Bến Tre khóa X, nhiệm kỳ 2021–26. Ngày 29 tháng 6 năm 2021, Hồ Thị Hoàng Yến được bầu làm Chủ tịch Hội đồng nhân dân tỉnh Bến Tre, kế nhiệm Phan Văn Mãi, và bà cũng là nữ Chủ tịch Hội đồng nhân dân đầu tiên của tỉnh Bến Tre.
Ngày 2 tháng 10 năm 2023, tại Hội nghị Trung ương lần thứ 8 khóa XIII, Trung ương Đảng đã quyết định thi hành kỷ luật bằng hình thức cách chức tất cả chức vụ trong Đảng đối với Bí thư Tỉnh ủy Bến Tre Lê Đức Thọ. Sau đó, Hồ Thị Hoàng Yến được phân công phụ trách Tỉnh ủy, cho đến ngày 8 tháng 12 cùng năm thì được Bộ Chính trị phân công giữ chức Quyền Bí thư Tỉnh ủy Bến Tre.
Ngày 8 tháng 7 năm 2024, bà được tham gia Lớp bồi dưỡng, cập nhật kiến thức, kỹ năng đối với cán bộ quy hoạch Ủy viên Ban Chấp hành Trung ương Đảng khóa XIV (Lớp thứ nhất).
Ngày 22-3, Ủy viên Bộ Chính trị, Bí thư Thành ủy TP.HCM Nguyễn Văn Nên cùng đoàn công tác đã có buổi làm việc với Ban Chấp hành Đảng bộ tỉnh Bến Tre để công bố quyết định của Bộ Chính trị về công tác cán bộ. Theo đó, Bộ Chính trị phân công đồng chí Hồ Thị Hoàng Yến - quyền bí thư Tỉnh ủy Bến Tre, chủ tịch Hội đồng nhân dân tỉnh Bến Tre - làm bí thư Tỉnh ủy nhiệm kỳ 2020 - 2025.